# David W. Adamany
David Walter Adamany (* 23. September 1936 in Janesville, Wisconsin; † 10. November 2016 in Philadelphia) war ein US-amerikanischer Politikwissenschaftler und Hochschullehrer.

## Leben und Wirken
David W. Adamany studierte Rechtswissenschaft und Politikwissenschaft an der Harvard University. Dort erwarb er 1958 den Bachelorgrad und promovierte 1961 zum „Juris Doctor“. Anschließend setzte er sein Studium an der University of Wisconsin, Madison, fort, wo er 1963 im Fach Politikwissenschaft den Magistergrad erhielt und 1967 erneut promovierte. Während seiner Studienzeit in Madison arbeitete er in verschiedenen Funktionen im Staatsdienst des Bundesstaates Wisconsin. Von 1967 bis 1972 hatte er eine Professur für Politikwissenschaft an der Wesleyan University, anschließend bis 1977 an der University of Wisconsin, Madison. In der Zeit von 1977 bis 1980 hatte Adamany eine Professor an der California State University in Long Beach inne, außerdem war er Vizepräsident dieser Hochschule. An der University of Maryland lehrte er von 1980 bis 1982. Bis 1997 war er dann Präsident der Wayne State University in Detroit. Sein letztes Amt als Universitätspräsident hatte Adamany von 2000 bis 2006 an der Temple University in Philadelphia inne. Neben seiner Tätigkeit als Leiter einer Hochschule wirkte er in verschiedenen fachwissenschaftlichen und staatlichen Gremie als Mitglieder oder Berater.
In seinen Veröffentlichungen beschäftigte sich Adamany vor allem mit der Parteien- und Wahlkampffinanzierung in den USA.

## Veröffentlichungen (Auswahl)
- Financing politics. Recent Wisconsin elections. University of Wisconsin Press, Madison 1969.
- The party variable in judges' voting. Conceptual notes and a case study. In: American Political Science Review, Bd. 63 (1969), S. 57–73.

- (Hrsg., mit Edward Keynes): The Borzoi reader in American politics. Knopf, New York 1971, ISBN 0-394-31133-7.

- Campaign finance in America. Duxbury, North Scituate, Mass. 1972.
- The political science of E. E. Schattschneider. In: American Political Science Review, Bd. 66 (1972), S. 1321–1335.

- (mit George E. Agree): Political money. A strategy for campaign financing in America. Johns Hopkins University Press, Baltimore 1975, ISBN 0-8018-1718-8.
- (mit George E. Agree): Election campaign financing. The 1974 reforms. In: Political science quarterly, Bd. 90 (1975), S. 201–220.
- The sources of money. An overview. In: Herbert E. Alexander (Hrsg.): Political finance. Reform and reality (= The Annals of the American Academy of Political and Social Science, Bd. 425). Philadelphia 1976, S. 17–32, ISBN 0-87761-201-3.
- Money, politics, and democracy. In: American Political Science Review, Bd. 71 (1977), S. 289–304.
- The Supreme Court's role in critical elections. In: Bruce A. Campbell (Hrsg.): Realignment in American politics. Toward a theory. University of Texas Press, Austin 1980, S. 229–259, ISBN 0-292-77019-7.
- Financing political parties in the United States. In: Vernon Bogdanor (Hrsg.): Parties and democracy in Britain and America. Praeger, New York 1984, S. 153–184, ISBN 0-03-062599-8.
- Political parties in the 1980s. In: Michael J. Malbin (Hrsg.): Money and politics in the United States. Financing the elections in the 1980s. American Enterprise Inst. for Public Policy Research, Washington, D.C. 1984, S. 70–121, ISBN 0-934540-23-3.
- Robert Dahl. Democracy, judicial review and the study of law and courts. In: Nancy Maveety (Hrsg.): Pioneers of judicial behavior. University of Michigan Press, Ann Arbor 2003, S. 361–386, ISBN 0-472-09822-5.